# Annobón-szigeti paradicsom-légyvadász
Az Annobón-szigeti paradicsom-légyvadász (Terpsiphone smithii) a madarak osztályának verébalakúak (Passeriformes) rendjébe és a császárlégykapó-félék (Monarchidae) családjába tartozó faj.

## Rendszerezése
A fajt Louis Fraser brit zoológus írta le 1843-ban, a  Muscipeta nembe Muscipeta Smithii néven. Sorolják a szenegáli paradicsom-légyvadász (Terpsiphone rufiventer) alfajaként Terpsiphone rufiventer smithii néven is.

## Előfordulása
Egyenlítői-Guineához, tartozó Annobón szigetén honos.

## Természetvédelmi helyzete
A Természetvédelmi Világszövetség Vörös listáján sebezhető fajként szerepel.